# Trisetella strumosa
Trisetella strumosa är en orkidéart som beskrevs av Carlyle August Luer och Angel Andreetta. Trisetella strumosa ingår i släktet Trisetella och familjen orkidéer. Inga underarter finns listade i Catalogue of Life.